# Dendrobium kempterianum
Dendrobium kempterianum är en orkidéart som beskrevs av Rudolf Schlechter. Dendrobium kempterianum ingår i släktet Dendrobium, och familjen orkidéer. Inga underarter finns listade i Catalogue of Life.